# Benzoylecgonine
La benzoylecgonine (benzoate d'ecgonine) est le principal métabolite de la cocaïne. Elle est formée dans le foie par le métabolisme de la cocaïne, catalysée par les carboxylestérases et excrétée par l'urine.

## Synthèse
La cocaïne étant l'ester méthylique de la benzoylecgonine (comme le cocaéthylène  en est l'ester éthylique), la benzoylecgonine peut être obtenue par hydrolyse partielle de la cocaïne (hydrolyse de la fonction carboxylate de méthyle). C'est cette réaction qui se produit dans le foie, catalysée par des enzymes, les carboxylestérases.
La benzoylecgonine peut aussi être obtenue par estérification de l'ecgonine (estérification du groupe hydroxyle par l'acide benzoïque).

## Détection
Cette molécule se retrouve dans l'urine des utilisateurs de cocaïne, aussi dans leur plasma sanguin. La demi-vie de cette molécule par élimination urinaire se situe environ à 4.5 heures. Des méthodes existent aussi pour sa détection dans d'autres composantes du corps humain, incluant le sang, les cheveux, le cordon ombilical et divers tissus. Ces autres méthodes s'utilisent surtout en science médico-légale. Les compagnies d'assurance testent aussi pour la cocaïne en raison de ses effets sur la santé d'un assuré potentiel.

## Utilisations
La benzoylecgonine est aussi l'ingrédient principal de l'Esterom, une solution topique utilisée pour soulager les douleurs musculaires.

## Divers
En 2005, des scientifiques ont découvert par hasard que les eaux du Pô contenaient une grande quantité de benzoylecgonine et ont, à partir de la concentration, estimé le nombre d'usagers de la cocaïne de la région. En 2006, une étude similaire fut faite dans la station de sports d'hiver de Saint-Moritz ; les eaux usées ont ainsi été étudiées pour connaître la consommation journalière de cocaïne. Lire aussi l'article de l'Hebdo (Suisse) qui révèle les résultats d'analyses de plusieurs villes suisses. Le Temps a également présenté "Cocaïne, meth, ecstasy : ce que les égouts révèlent de la consommation de drogue des Suisses".